# Бытошевская волость
Быто́шевская волость — административно-территориальная единица в составе Брянского уезда Орловской губернии (с 1921 года — Бежицкого уезда Брянской губернии). Административный центр — село (ныне посёлок городского типа) Бытошь.

## История
Волость была образована в ходе реформы 1861 года. Свыше 80 % территории волости занимали леса.
В ходе укрупнения волостей, в мае 1924 года Бытошевская волость была упразднена, а её территория вошла в состав Дятьковской волости.
Ныне вся территория бывшей Бытошевской волости входит в Дятьковский район Брянской области.

## Административное деление
В 1920 году в состав Бытошевской волости входили следующие сельсоветы: Будянский, Бытошевский, Голожевский, Ивановичский, Колпенский, Маховогутский, Немеричский, Новорубчанский, Особенский, Петровский, Пустынский, Савчинский, Свиридовохуторский, Сельцовский, Слободский, Старорубчанский, Стекляннофабричный, Хотнянский, Шевцовский и Язвицкий.